# Прец
Прец (њем. Preetz) град је у њемачкој савезној држави Шлезвиг-Холштајн. Једно је од 84 општинска средишта округа Плен. Према процјени из 2010. у граду је живјело 15.898 становника. Посједује регионалну шифру (AGS) 1057062, NUTS (DEF0A) и LOCODE (DE PRE) код.

## Географски и демографски подаци
Прец се налази у савезној држави Шлезвиг-Холштајн у округу Плен. Град се налази на надморској висини од 24 метра. Површина општине износи 14,4 km². У самом граду је, према процјени из 2010. године, живјело 15.898 становника. Просјечна густина становништва износи 1.104 становника/km².

## Међународна сарадња
| Мјесто    | Држава               | Врста сарадње | Од    |
| --------- | -------------------- | ------------- | ----- |
| Неман     | Русија               | контакт       | 1953. |
| Бландфорд | Уједињено Краљевство | партнерство   | 1979. |
| Тара      | Естонија             | партнерство   | 1991. |
| Извор     |                      |               |       |